# Canuto (Manabí)
Canuto ist eine Ortschaft und eine Parroquia rural („ländliches Kirchspiel“) im Kanton Chone der ecuadorianischen Provinz Manabí. Die Parroquia besitzt eine Fläche von 198,3 km². Die Einwohnerzahl lag im Jahr 2010 bei 10.355.

## Lage
Die Parroquia Canuto liegt in der Cordillera Costanera und umfasst das obere und mittlere Einzugsgebiet des Río Canuto, ein rechter Nebenfluss des Río Carrizal. Der Río Canuto durchquert das Gebiet in westlicher Richtung und passiert dabei auch den am Südufer gelegenen Hauptort Canuto. Der 27 m hoch gelegene Ort befindet sich knapp 12 km südsüdwestlich des Kantonshauptortes Chone. Die Fernstraße E384 von Portoviejo über Calceta nach Chone führt durch Canuto. Die Parroquia Canuto hat eine Längsausdehnung in Ost-West-Richtung von 26 km sowie in Nord-Süd-Richtung von 11 km. Im Südosten und im Osten sind die Höhenkämme mehr als 500 m hoch.
Die Parroquia Canuto grenzt im Norden an Chone, im äußersten Osten an die Parroquia Pichincha (Kanton Pichincha), im Süden an die Parroquias Membrillo und Calceta (beide im Kanton Bolívar) sowie im Westen an die Parroquias Bachillero (Kanton Tosagua) und San Antonio.

## Geschichte
Ursprünglich gehörte das Gebiet zur Parroquia Tosagua. Die Parroquia Canuto wurde am 13. August 1862 gegründet und Teil des Kantons Rocafuerte. Im Jahr 1897 wurde die Parroquia in den neu gegründeten Kanton Chone überführt.

## Wirtschaft
Die Bevölkerung widmet sich hauptsächlich der Viehzucht und der Landwirtschaft. Es werden Zitrusfrüchte, Kakao, Mais, Kaffee, Bananen, Dessertbananen, Mango, Wassermelonen, Zapallo, Sapote, Zuckerrohr und vor allem Maniok angebaut.